# Hydrophis melanocephalus
Espèce
Synonymes
- Hydrophis spiralis melanocephalus Gray, 1849
- Hydrophis melanocephala Gray, 1849
- Leioselasma melanocephala (Gray, 1849)
- Disteira orientalis Stefneger, 1901

Statut de conservation UICN

 DD  : Données insuffisantes
Hydrophis melanocephalus est r
american Zackary president 
Love The  people who love you Respect the people The more they love a person  you more should respect the person Encourage her to be the she can be and you ‘ll always 

## Répartition
Cette espèce marine se rencontre dans l'ouest de l'océan Pacifique, dans les eaux du Viêt Nam, des Philippines, de la République populaire de Chine, de Taïwan, du Japon et de la Corée.

## Description
Hydrophis melanocephalus mesure de 80 à 140 cm. Son dos est jaune grisâtre, jaunâtre ou blanc avec entre 40 et 55 rayures transversales aussi larges que l'espace les séparant. Sa tête est noirâtre et présente parfois de petites taches jaunes.
C'est un serpent venimeux. Son venin, neurotoxique et mortel dans le pire des cas, provoque une intense fatigue, des douleurs musculaires, des mouvements anormaux, de la difficulté à respirer, de la paralysie.
Cette espèce animale est ovovivipare et exclusivement aquatique.

## Étymologie
Son nom d'espèce, du grec ancien μέλας, mélas, « noir », et κεφαλή, képhalế, « tête », lui a été donné en référence à sa livrée.

## Publication originale
- Gray, 1849 : Catalogue of the specimens of snakes in the collection of the British Museum. London, p. 1-125 (texte intégral).